# Iperal
Il Gruppo Iperal è una società attiva nel settore della grande distribuzione con 55 punti vendita, tra ipermercati e supermercati, in 8 province lombarde.  Antonio Tirelli è presidente ed amministratore delegato del gruppo, che comprende anche Sermark, storico marchio della grande distribuzione in Val Camonica rilevato alla fine del 2008.

## Storia
Iperal nasce il 12 agosto 1986 quando apre il primo ipermercato in provincia di Sondrio, a Castione Andevenno. Seguono, negli anni successivi, altri punti vendita dislocati nelle provincie di Sondrio, Lecco, Como, Varese, Monza Brianza, Brescia, Bergamo e Milano.
Nel 2000 Antonio Tirelli, presidente e amministratore delegato dell'azienda, ha fondato, insieme ad altri imprenditori del nord Italia, Agorà Network, una rete di aziende della distribuzione organizzata.
Nel 2008 ha acquisito Sermark, marchio della grande distribuzione in Val Camonica.
Nel 2024 Iperal ha un organico di circa 4800 dipendenti.

## Punti vendita
Iperal è presente in 8 province della Lombardia:
| Provincia       | Supermercati | Ipermercati |
| --------------- | ------------ | ----------- |
| Bergamo         | 14           | 1           |
| Brescia         | 3            | 1           |
| Como            | 8            | 0           |
| Lecco           | 3            | 1           |
| Milano          | 4            | 0           |
| Monza e Brianza | 11           | 0           |
| Sondrio         | 6            | 2           |
| Varese          | 1            | 0           |